# Josef Hořejší
Josef Hořejší (5. prosince 1910, Chlumín – 7. ledna 1950, věznice Praha Pankrác) byl český podnikatel a jedna z obětí komunistického teroru.

## Život
Josef Hořejší pocházel z chudé rolnické rodiny. Měl 9 sourozenců. Vyučil se čalouníkem, v roce 1931 se oženil a přestěhoval do Mělníka. Stal se mistrem v továrně na kočárky Liberta. V roce 1940 si sám zřídil malou dílničku na výrobu a opravy kočárků. V roce 1942 byl zatčen a 14 měsíců vězněn na Pankráci. Po návratu se znovu ujal vedení dílny, kterou mezitím vedla jeho manželka a začal ji rozšiřovat. V roce 1945 už zaměstnával 50 lidí.
Dne 26. února 1948 byly jeho továrny (mající tehdy již přes 200 zaměstnanců) znárodněny do národního podniku Radovan v Mělníce (později Továrny dětských vozidel). On sám byl den poté zatčen a tři týdny vězněn. V únoru 1949 jej přišli znovu zatknout, ale Hořejší, který se tehdy zabýval zemědělstvím, s nimi odmítl jít pro nemoc a vysoké horečky. Přivolaný vojenský lékař potvrdil, že převoz je nemožný. Hořejší ještě tu noc navzdory nemoci uprchl a skryl se.

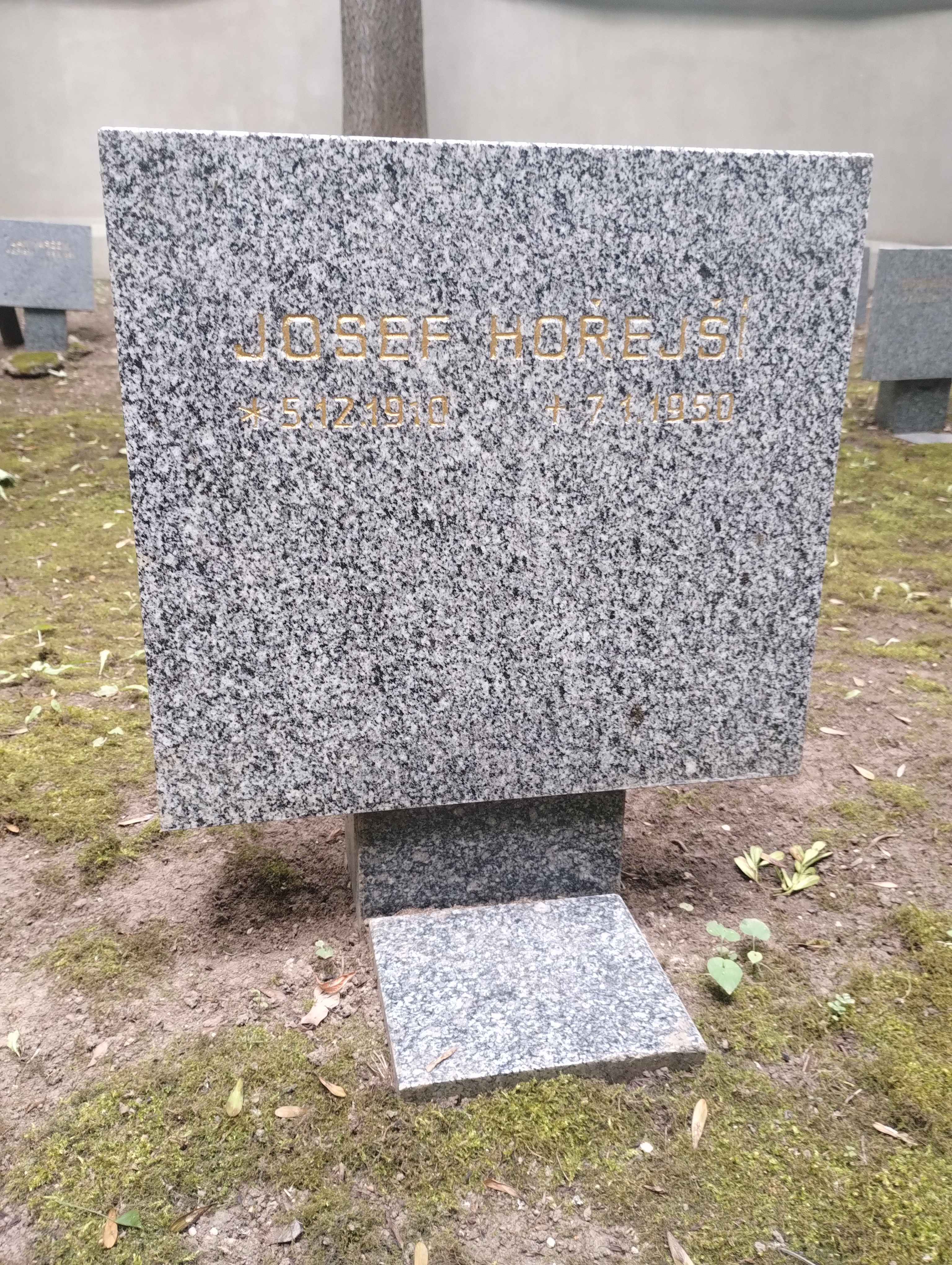
Symbolický náhrobek J. Hořejšího na Čestném pohřebišti v Ďáblicích

Po uzdravení přešel za hranice, ale špatné podmínky v utečeneckém táboře a víra v brzký pád komunistů jej vedly k návratu. Zapojil se do protikomunistické skupiny MAPAŽ (Masaryk, Palacký, Žižka), vydávající protikomunistické letáky. Dne 15. srpna 1949 byl zatčen, obviněn z velezrady a dalších zločinů a 24. října téhož roku ve vykonstruovaném procesu odsouzen spolu s dalšími (Bohumil Klempt, Kamil Novotný a Josef Plzák) k trestu smrti. Podle svědectví rodiny, která se s ním setkala noc před popravou, bral vykonání rozsudku jako vysvobození, předchozím mučením byl totiž zmrzačen a trpěl (polámaná žebra, rozdrcené nosní chrupavky, silně poškozený zrak). Rodině bylo nejprve přislíbeno vydání rakve pod podmínkou soukromého pohřbu, posléze však byl zpopelněn státními orgány a nebyla vydána ani urna. Chlumínské hospodářství bylo také združstevněno. Bratr Josefa Hořejšího, který na něm hospodařil, spáchal při znárodňování skokem z okna sebevraždu. Zbytek rodiny byl perzekvován a pronásledován až do roku 1989.
Na Čestném pohřebišti na ďáblickém hřbitově se nachází symbolický Hořejšího hrob. Tamní symbolické náhrobky odkazují na zemřelé politické vězně bez ohledu na jejich místo pohřbení.

## Připomínka
Jeho jméno je uvedeno na pamětní desce umístěné na vnější fasádě budovy (lounské sokolovny) na adrese Osvoboditelů 638, 440 01 Louny. Na desce, která byla odhalena 6. ledna 1993 a je věnována vzpomínce na oběti protikomunistického odboje na Lounsku, je nápis: V TÉTO BUDOVĚ SE VE DNECH 22.-24.10.1949 / KONALO PŘELÍČENÍ STÁTNÍHO SOUDU V PRAZE / S 23 ČLENY PROTIKOMUNISTICKÉ SKUPINY Z LOUNSKA. // BYLY VYNESENY 4 TRESTY SMRTI A 4 TRESTY NA DOŽIVOTÍ. / OSTATNÍM ODSOUZENÝM VYNESL SOUD ÚHRNNÝ TREST / 254 LET V KOMUNISTICKÝCH ŽALÁŘÍCH. // KAMIL NOVOTNÝ JOSEF PLZÁK / JOSEF HOŘEJŠÍ BOHUMIL KLEMPT / BYLI 7.1.1950 POPRAVENI.

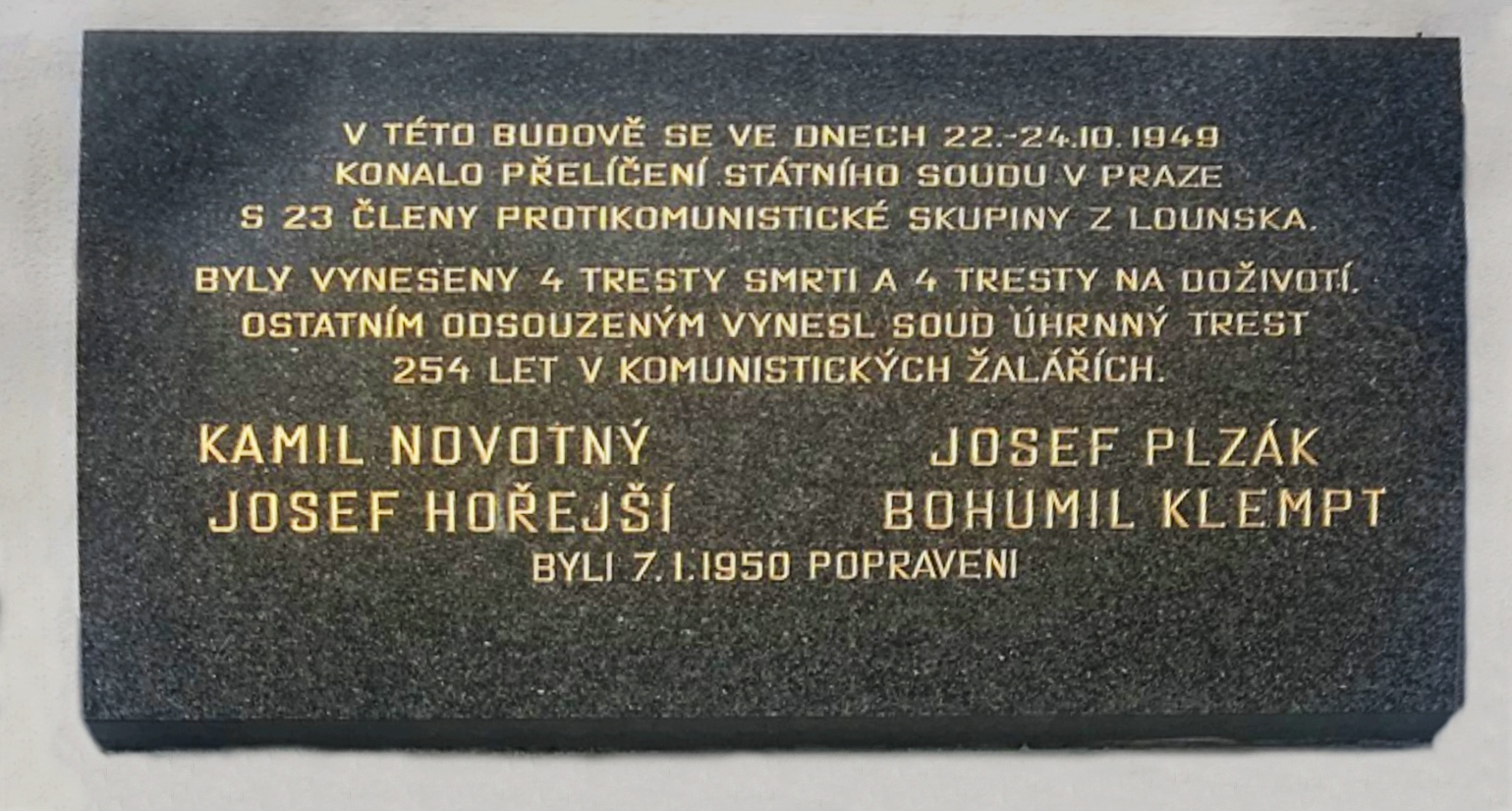
Pamětní deska na lounské sokolovně